# Carbone amorphe

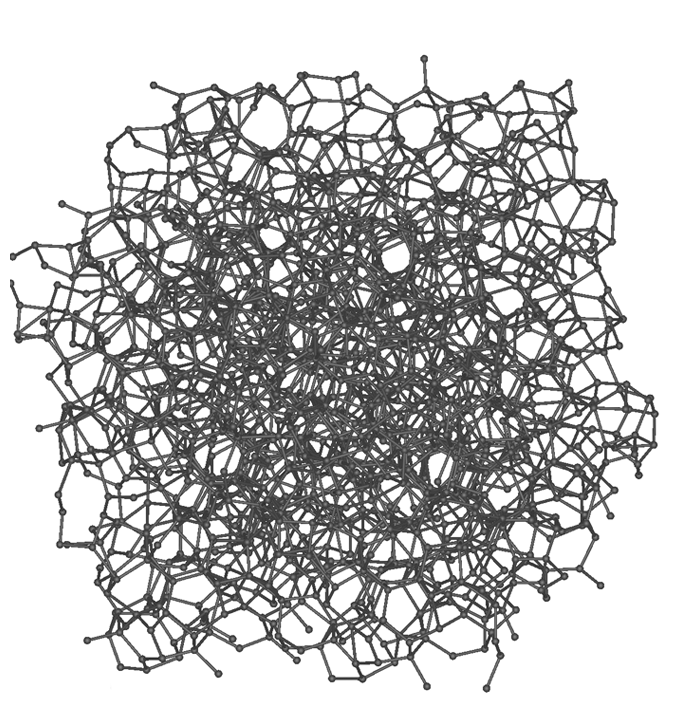
Représentation moléculaire d'un fragment de carbone amorphe.

Le carbone amorphe est une forme allotropique du carbone qui, amorphe, ne possède pas de structure cristalline (contrairement au graphite et au diamant).
En minéralogie, on emploie le terme pour désigner du charbon, des suies ou d'autres formes de carbone qui ne sont ni du diamant, ni du graphite, mais du point de vue cristallographique ces formes de carbone sont des polycristaux au sein d'une matrice amorphe et ne sont pas entièrement amorphes.
En revanche, depuis le développement de techniques de synthèse cristallographique modernes, il est devenu possible de réaliser du carbone réellement amorphe, sans ordre à longue distance, comme du verre ; on parle d'ailleurs parfois de carbone vitreux. Le carbone adamantin (en), ou carbone de type diamant (DLC, pour l'anglais diamond-like carbon), est amorphe mais partage certaines propriétés avec le diamant, notamment un ordre à courte distance similaire.